# Роланд, Франц
Франц Максимилиан Роланд (пол. Franciszek Maksymilian Rohland; 1780 — 5 июля 1860, Люблин, Люблинская губерния) — польский военачальник, бригадный генерал Ноябрьского восстания.

## Биография
Родился в 1779 или в 1780 году. В 1807 году поступил офицером на службу в армию Великого герцогства Варшвского. В чине капитана принимал участие в Польско-австрийской войне 1809 года, в чине майора — в походе Наполеона на Россию в 1812 году.
В 1813 году командовал батальоном в гарнизоне крепости Модлин, после капитуляции которой попал в русский плен. В апреле 1814 года был освобождён из плена и с марта 1814 года служил в армии Царства Польского. Подполковник, командир образцового гренадерского батальона. С 1817 года — командир 7-го лёгкого пехотного полка. С 1820 года — полковник.
Активный участник Польского восстания 1830—31 годов. Командовал пехотной бригадой. Бригадный генерал (февраль 1831). С отличием участвовал в сражениях при Грохове и Вавере. Сражался при Остроленке, после чего принимал участие в экспедиции в Литву под руководством генерала Гелгуда, который, после поражения в сражении под Понарами в окрестностях Вильно и неудачной попытки с боем занять Шауляй, разделил свой корпус на три части, из которых одна (генерала Дембинского) прорвалась обратно в Польшу, а две других (Хлаповского и Роланда) перешли границу Восточной Пруссии, где были интернированы.
После поражения восстания интернированные были освобождены правительством Пруссии, и генерал Роланд вернулся в Варшаву. Там был арестован и выслан в Вологду, но уже в 1833 году вернулся в Польшу. В армии после этого не служил, проживал в усадьбе в окрестностях Люблина, успешно занимался торговлей недвижимостью.
Генерал Роланд скончался в Люблине в 1860 году.